# György Herczeg
György Herczeg (né le 8 août 2004) est un athlète hongrois, spécialiste du lancer du javelot.

## Biographie
György Herczeg se classe troisième de la Coupe d'Europe des lancers espoirs 2022 et 2023. Vainqueur de son premier titre national en juin 2023, il établit la marque de 84,98 m le 26 juillet à Eisenstadt et réalise la deuxième performance junior de tous les temps, un nouveau record de Hongrie ainsi qu'un nouveau record d'Europe junior.

## Palmarès
| Date | Compétition                        | Lieu      | Résultat | Marque  |
| ---- | ---------------------------------- | --------- | -------- | ------- |
| 2022 | Coupe d'Europe des lancers espoirs | Leiria    | 3e       | 74,87 m |
| 2023 | Coupe d'Europe des lancers espoirs | Leiria    | 3e       | 72,47 m |
| 2023 | Championnats d'Europe juniors      | Jérusalem | 1er      | 79,45 m |

## Records
| Épreuve           | Marque              | Date            | Lieu       |
| ----------------- | ------------------- | --------------- | ---------- |
| Lancer du javelot | 84,98 m (AU20R, NR) | 26 juillet 2023 | Eisenstadt |